# デニス・オキーフ
デニス・オキーフ（Dennis O’Keefe、1908年3月29日 - 1968年8月31日）は、アメリカ合衆国の俳優。アイオワ州出身。

## 出演作品
- 七面鳥艦隊
- ドラゴン砦の決戦
- ラスベガス事件
- 灰色のダイヤ・対決！暗黒組織
- 愛の十字路
- 六人の脱獄囚
- 鷲と鷹
- 魅惑の魔女
- 脱獄の掟
- Tメン
- 失恋四人男
- 軍医ワッセル大佐
- 血戦奇襲部隊
- ニューヨークの饗宴
- レオパルドマン 豹男
- 死刑執行人もまた死す
- レディ・スカーフェイス
- 彼女はゴースト
- 囁きの木陰